# Eleições legislativas de 2015 em Sintra

## Resultados Oficiais
| Partido                 | Partido                         | Votos   | %               | +/-   |
| ----------------------- | ------------------------------- | ------- | --------------- | ----- |
|                         | Partido Socialista              | 57 555  | 33,18 / 100,00  | 4,60  |
|                         | Portugal à Frente               | 56 298  | 32,45 / 100,00  | 13,50 |
|                         | Bloco de Esquerda               | 22 100  | 12,74 / 100,00  | 6,46  |
|                         | Coligação Democrática Unitária  | 17 123  | 9,87 / 100,00   | 0,52  |
|                         | Pessoas–Animais–Natureza        | 4 009   | 2,31 / 100,00   | 0,76  |
|                         | Partido Democrático Republicano | 1 772   | 1,02 / 100,00   | Novo  |
|                         | PCTP/MRPP                       | 1 753   | 1,01 / 100,00   | 0,23  |
|                         | Outros                          | 6 794   | 3,92 / 100,00   |       |
| Votos Inválidos         | Votos Inválidos                 | 6 073   | 3,50 / 100,00   | 0,61  |
| Total                   | Total                           | 173 477 | 100,00 / 100,00 |       |
| Eleitorado/Participação | Eleitorado/Participação         | 306 372 | 56,62 / 100,00  | 2,94  |
| Fonte                   | Fonte                           | [ 1 ]   | [ 1 ]           | [ 1 ] |

## Resultados por Freguesia
Os resultados seguintes referem-se aos partidos que obtiveram mais de 1,00% dos votos:
| Freguesia                                     | %     | %     | %     | %     | %    | %    | %    | Votantes |
| Freguesia                                     | PS    | PÀF   | BE    | CDU   | PAN  | PDR  | PCTP | Votantes |
| --------------------------------------------- | ----- | ----- | ----- | ----- | ---- | ---- | ---- | -------- |
| Agualva e Mira-Sintra                         | 36,92 | 28,86 | 12,37 | 10,59 | 2,25 | 1,13 | 0,95 | 18 839   |
| Algueirão - Mem Martins                       | 32,55 | 31,59 | 13,53 | 10,13 | 2,57 | 1,00 | 1,04 | 28 803   |
| Almargem do Bispo, Pero Pinheiro e Montelavar | 30,76 | 37,53 | 10,71 | 9,92  | 1,81 | 0,96 | 1,01 | 8 406    |
| Cacém e São Marcos                            | 34,28 | 27,38 | 14,74 | 11,15 | 2,88 | 1,11 | 1,06 | 15 988   |
| Casal de Cambra                               | 33,59 | 31,51 | 11,40 | 10,08 | 2,01 | 1,62 | 1,32 | 5 386    |
| Colares                                       | 27,93 | 43,47 | 10,76 | 6,77  | 1,99 | 1,12 | 0,64 | 3 913    |
| Massamá e Monte Abraão                        | 35,06 | 32,39 | 12,29 | 9,61  | 2,07 | 0,89 | 0,85 | 23 769   |
| Queluz e Belas                                | 34,54 | 30,41 | 12,98 | 10,71 | 2,13 | 0,93 | 1,00 | 23 996   |
| Rio de Mouro                                  | 32,30 | 30,72 | 13,89 | 10,69 | 2,56 | 0,97 | 1,12 | 21 151   |
| São João das Lampas e Terrugem                | 28,82 | 40,21 | 10,80 | 6,89  | 2,37 | 1,18 | 1,41 | 8 066    |
| Sintra                                        | 29,54 | 40,21 | 11,46 | 7,34  | 2,05 | 0,96 | 0,86 | 15 160   |
| Sintra                                        | 33,18 | 32,45 | 12,74 | 9,87  | 2,31 | 1,02 | 1,01 | 173 477  |

#### Agualva e Mira-Sintra
| Partido                 | Partido                         | Votos  | %               |
| ----------------------- | ------------------------------- | ------ | --------------- |
|                         | Partido Socialista              | 6 956  | 36,92 / 100,00  |
|                         | Portugal à Frente               | 5 437  | 28,86 / 100,00  |
|                         | Bloco de Esquerda               | 2 330  | 12,37 / 100,00  |
|                         | Coligação Democrática Unitária  | 1 995  | 10,59 / 100,00  |
|                         | Pessoas–Animais–Natureza        | 424    | 2,25 / 100,00   |
|                         | Partido Democrático Republicano | 213    | 1,13 / 100,00   |
|                         | Outros                          | 868    | 4,59 / 100,00   |
| Votos Inválidos         | Votos Inválidos                 | 616    | 3,27 / 100,00   |
| Total                   | Total                           | 18 839 | 100,00 / 100,00 |
| Eleitorado/Participação | Eleitorado/Participação         | 34 632 | 54,40 / 100,00  |

#### Algueirão - Mem Martins
| Partido                 | Partido                         | Votos  | %               | +/-   |
| ----------------------- | ------------------------------- | ------ | --------------- | ----- |
|                         | Partido Socialista              | 9 375  | 32,55 / 100,00  | 5,69  |
|                         | Portugal à Frente               | 9 100  | 31,59 / 100,00  | 15,43 |
|                         | Bloco de Esquerda               | 3 897  | 13,53 / 100,00  | 6,45  |
|                         | Coligação Democrática Unitária  | 2 919  | 10,13 / 100,00  | 1,03  |
|                         | Pessoas–Animais–Natureza        | 741    | 2,57 / 100,00   | 0,93  |
|                         | PCTP/MRPP                       | 300    | 1,04 / 100,00   | 0,24  |
|                         | Partido Democrático Republicano | 288    | 1,00 / 100,00   | Novo  |
|                         | Outros                          | 1 212  | 4,21 / 100,00   |       |
| Votos Inválidos         | Votos Inválidos                 | 971    | 3,37 / 100,00   | 0,53  |
| Total                   | Total                           | 28 803 | 100,00 / 100,00 |       |
| Eleitorado/Participação | Eleitorado/Participação         | 53 158 | 54,18 / 100,00  | 2,56  |

#### Almargem do Bispo, Pero Pinheiro e Montelavar
| Partido                 | Partido                        | Votos  | %               |
| ----------------------- | ------------------------------ | ------ | --------------- |
|                         | Portugal à Frente              | 3 155  | 37,53 / 100,00  |
|                         | Partido Socialista             | 2 586  | 30,76 / 100,00  |
|                         | Bloco de Esquerda              | 900    | 10,71 / 100,00  |
|                         | Coligação Democrática Unitária | 834    | 9,92 / 100,00   |
|                         | Pessoas–Animais–Natureza       | 152    | 1,81 / 100,00   |
|                         | PCTP/MRPP                      | 85     | 1,01 / 100,00   |
|                         | Outros                         | 397    | 4,72 / 100,00   |
| Votos Inválidos         | Votos Inválidos                | 297    | 3,53 / 100,00   |
| Total                   | Total                          | 8 406  | 100,00 / 100,00 |
| Eleitorado/Participação | Eleitorado/Participação        | 13 913 | 60,42 / 100,00  |

#### Cacém e São Marcos
| Partido                 | Partido                         | Votos  | %               |
| ----------------------- | ------------------------------- | ------ | --------------- |
|                         | Partido Socialista              | 5 480  | 34,28 / 100,00  |
|                         | Portugal à Frente               | 4 377  | 27,38 / 100,00  |
|                         | Bloco de Esquerda               | 2 357  | 14,74 / 100,00  |
|                         | Coligação Democrática Unitária  | 1 783  | 11,15 / 100,00  |
|                         | Pessoas–Animais–Natureza        | 461    | 2,88 / 100,00   |
|                         | Partido Democrático Republicano | 178    | 1,11 / 100,00   |
|                         | PCTP/MRPP                       | 169    | 1,06 / 100,00   |
|                         | Outros                          | 650    | 4,08 / 100,00   |
| Votos Inválidos         | Votos Inválidos                 | 533    | 3,34 / 100,00   |
| Total                   | Total                           | 15 988 | 100,00 / 100,00 |
| Eleitorado/Participação | Eleitorado/Participação         | 29 656 | 53,91 / 100,00  |

#### Casal de Cambra
| Partido                 | Partido                         | Votos | %               | +/-   |
| ----------------------- | ------------------------------- | ----- | --------------- | ----- |
|                         | Partido Socialista              | 1 809 | 33,59 / 100,00  | 3,03  |
|                         | Portugal à Frente               | 1 697 | 31,51 / 100,00  | 12,00 |
|                         | Bloco de Esquerda               | 614   | 11,40 / 100,00  | 5,87  |
|                         | Coligação Democrática Unitária  | 543   | 10,08 / 100,00  | 0,66  |
|                         | Pessoas–Animais–Natureza        | 108   | 2,01 / 100,00   | 0,57  |
|                         | Partido Democrático Republicano | 87    | 1,62 / 100,00   | Novo  |
|                         | PCTP/MRPP                       | 71    | 1,32 / 100,00   | 0,59  |
|                         | Partido Nacional Renovador      | 60    | 1,11 / 100,00   | 0,25  |
|                         | Outros                          | 175   | 3,25 / 100,00   |       |
| Votos Inválidos         | Votos Inválidos                 | 222   | 4,12 / 100,00   | 0,07  |
| Total                   | Total                           | 5 386 | 100,00 / 100,00 |       |
| Eleitorado/Participação | Eleitorado/Participação         | 9 540 | 56,46 / 100,00  | 2,92  |

#### Colares
| Partido                 | Partido                         | Votos | %               | +/-   |
| ----------------------- | ------------------------------- | ----- | --------------- | ----- |
|                         | Portugal à Frente               | 1 701 | 43,47 / 100,00  | 11,87 |
|                         | Partido Socialista              | 1 093 | 27,93 / 100,00  | 3,97  |
|                         | Bloco de Esquerda               | 421   | 10,76 / 100,00  | 6,25  |
|                         | Coligação Democrática Unitária  | 265   | 6,77 / 100,00   | 0,97  |
|                         | Pessoas–Animais–Natureza        | 78    | 1,99 / 100,00   | 0,30  |
|                         | Partido Democrático Republicano | 44    | 1,12 / 100,00   | Novo  |
|                         | Outros                          | 160   | 4,09 / 100,00   |       |
| Votos Inválidos         | Votos Inválidos                 | 151   | 3,86 / 100,00   | 1,29  |
| Total                   | Total                           | 3 913 | 100,00 / 100,00 |       |
| Eleitorado/Participação | Eleitorado/Participação         | 6 387 | 61,27 / 100,00  | 1,92  |

#### Massamé e Monte Abraão
| Partido                 | Partido                        | Votos  | %               |
| ----------------------- | ------------------------------ | ------ | --------------- |
|                         | Partido Socialista             | 8 333  | 35,06 / 100,00  |
|                         | Portugal à Frente              | 7 698  | 32,39 / 100,00  |
|                         | Bloco de Esquerda              | 2 921  | 12,29 / 100,00  |
|                         | Coligação Democrática Unitária | 2 285  | 9,61 / 100,00   |
|                         | Pessoas–Animais–Natureza       | 492    | 2,07 / 100,00   |
|                         | LIVRE/Tempo de Avançar         | 271    | 1,14 / 100,00   |
|                         | Outros                         | 997    | 4,17 / 100,00   |
| Votos Inválidos         | Votos Inválidos                | 772    | 3,25 / 100,00   |
| Total                   | Total                          | 23 769 | 100,00 / 100,00 |
| Eleitorado/Participação | Eleitorado/Participação        | 41 313 | 57,53 / 100,00  |

#### Queluz e Belas
| Partido                 | Partido                        | Votos  | %               |
| ----------------------- | ------------------------------ | ------ | --------------- |
|                         | Partido Socialista             | 8 289  | 34,54 / 100,00  |
|                         | Portugal à Frente              | 7 297  | 30,41 / 100,00  |
|                         | Bloco de Esquerda              | 3 114  | 12,98 / 100,00  |
|                         | Coligação Democrática Unitária | 2 569  | 10,71 / 100,00  |
|                         | Pessoas–Animais–Natureza       | 510    | 2,13 / 100,00   |
|                         | PCTP/MRPP                      | 241    | 1,00 / 100,00   |
|                         | Outros                         | 1 130  | 4,71 / 100,00   |
| Votos Inválidos         | Votos Inválidos                | 846    | 3,53 / 100,00   |
| Total                   | Total                          | 23 996 | 100,00 / 100,00 |
| Eleitorado/Participação | Eleitorado/Participação        | 42 643 | 56,27 / 100,00  |

#### Rio de Mouro
| Partido                 | Partido                        | Votos  | %               | +/-   |
| ----------------------- | ------------------------------ | ------ | --------------- | ----- |
|                         | Partido Socialista             | 6 831  | 32,30 / 100,00  | 3,70  |
|                         | Portugal à Frente              | 6 497  | 30,72 / 100,00  | 14,01 |
|                         | Bloco de Esquerda              | 2 937  | 13,89 / 100,00  | 7,27  |
|                         | Coligação Democrática Unitária | 2 262  | 10,69 / 100,00  | 0,75  |
|                         | Pessoas–Animais–Natureza       | 541    | 2,56 / 100,00   | 0,95  |
|                         | PCTP/MRPP                      | 236    | 1,12 / 100,00   | 0,37  |
|                         | Partido Nacional Renovador     | 216    | 1,02 / 100,00   | 0,30  |
|                         | Outros                         | 863    | 4,07 / 100,00   |       |
| Votos Inválidos         | Votos Inválidos                | 768    | 3,63 / 100,00   | 0,53  |
| Total                   | Total                          | 21 151 | 100,00 / 100,00 |       |
| Eleitorado/Participação | Eleitorado/Participação        | 38 125 | 55,48 / 100,00  | 2,95  |

#### São João das Lampas e Terrugem
| Partido                 | Partido                         | Votos  | %               |
| ----------------------- | ------------------------------- | ------ | --------------- |
|                         | Portugal à Frente               | 3 243  | 40,21 / 100,00  |
|                         | Partido Socialista              | 2 325  | 28,82 / 100,00  |
|                         | Bloco de Esquerda               | 871    | 10,80 / 100,00  |
|                         | Coligação Democrática Unitária  | 556    | 6,89 / 100,00   |
|                         | Pessoas–Animais–Natureza        | 191    | 2,37 / 100,00   |
|                         | PCTP/MRPP                       | 114    | 1,41 / 100,00   |
|                         | Partido Democrático Republicano | 95     | 1,18 / 100,00   |
|                         | Outros                          | 323    | 4,01 / 100,00   |
| Votos Inválidos         | Votos Inválidos                 | 348    | 4,31 / 100,00   |
| Total                   | Total                           | 8 066  | 100,00 / 100,00 |
| Eleitorado/Participação | Eleitorado/Participação         | 13 098 | 61,58 / 100,00  |

#### Sintra
| Partido                 | Partido                        | Votos  | %               |
| ----------------------- | ------------------------------ | ------ | --------------- |
|                         | Portugal à Frente              | 6 096  | 40,21 / 100,00  |
|                         | Partido Socialista             | 4 478  | 29,54 / 100,00  |
|                         | Bloco de Esquerda              | 1 738  | 11,46 / 100,00  |
|                         | Coligação Democrática Unitária | 1 112  | 7,34 / 100,00   |
|                         | Pessoas–Animais–Natureza       | 311    | 2,05 / 100,00   |
|                         | LIVRE/Tempo de Avançar         | 176    | 1,16 / 100,00   |
|                         | Outros                         | 700    | 4,62 / 100,00   |
| Votos Inválidos         | Votos Inválidos                | 549    | 3,62 / 100,00   |
| Total                   | Total                          | 15 160 | 100,00 / 100,00 |
| Eleitorado/Participação | Eleitorado/Participação        | 23 907 | 63,41 / 100,00  |